# 경기운수
경기운수(京畿運輸)는 KD운송그룹 계열의 경기도 남양주시의 시내버스 업체이고 법인소재지는 경기도 남양주시 진접읍 경복대로 497이다.

## 역사
- 1980년대 후반: 명진여객의 계열사인 명진운수가 설립되었다.
- 1990년대 후반 ~ 2000년 경: 명진여객과의 계열 관계가 청산되었다.
- 2000년: 삼용버스의 도산으로 삼용버스에서 운행하던 노선중 1330번과 133번을 제외한 전 노선을 인수
- 2001년: 삼용버스에서 인수한 전 노선을 단계적으로 KD운송그룹 계열사인 경기고속과 대원운수로 매각
- 2003년 6월 26일: 명진운수에서 운행하던 5개 전 노선 (1번, 1-3번, 6-1번, 9번, 202번)을 세진엔지니어링에서 인수, 세진엔지니어링 버스사업부로 변경, 세진버스로 사명변경
- 2004년 6월: 직행좌석버스 1001번 신설
- 2004년: 좌석버스 1001번을 분리해 1-5번 신설
- 2004년 10월 5일: 경기고속이 1115-3번 노선을 남양주시 오남읍으로 연장하려 하자, 노동조합원들이 이에 반발해 서울특별시 광진구 구의동 강변역 앞에서 관련 행정부서를 규탄하는 집회를 개최 (이후 경기고속 1115-3번은 1-5번이 대원운수에 인수된 후 통합되었으며, 1-5번은 2012년 2월까지 운행하였다.)
- 2004년 10월 15일: 좌석버스 202번이 일반버스로 전환
- 2004년 12월: 본사에 천연가스 충전시설이 준공
- 2005년 8월 9일: 선진그룹 버스사업부문에 인수, 사명이 남양주교통으로 변경
- 2006년 6월 1일: 사명이 남양주교통에서 유성운수로 변경
- 2006년 11월: 유성운수 23번이 (선진상운 (경기버스)에 매각, 선진상운 7-5번이 유성운수에 매각로 운영업체가 변경
- 2009년 12월 1일: 선진그룹 버스사업부문이 유성운수를 선진상운 (경기버스)과 함께 KD운송그룹에 매각, 경기운수로 사명이 변경
- 2010년: 경기고속으로부터 도시형버스 1119번과 직행좌석버스 1115-7번을 인수
- 2010년: 도시형버스 1119번이 폐지
- 2010년 12월 21일: 시내버스 5번이 수도권 전철 경춘선 전철이 개통하면서 진접지구에서 86번 지방도를 조금만 타면 사릉역에 도달한다는 점을 이용하여 전철역 최단거리 셔틀 노선으로서 개통
- 2011년: 경기고속 1-5번을 다시 인수해 운영
- 2011년: 도시형버스 9-9번 폐선 후 대체노선으로 99번이 신설
- 2011년: 진접지구 주민의 편의를 위해 도시형버스 72번이 신설
- 2012년: 도시형버스 99번과 72번이 폐지되고 99번 대체용으로 91-1번이 신설
- 2012년 2월: 도시형버스 1-5번이 운휴 상태에 들어가면서 도시형버스 5-1번이 신설
- 2012년: 별내지구 주민 편의를 위해 도시형버스 2번이 신설
- 2012년 8월: 도시형버스 2번이 폐지되고 대체노선으로 명진여객 1-2번이 신설
- 2012년: 기존 양지리 차고지에서 진벌리 차고지로 이전
- 2013년 3월: 직행좌석버스 1115-7번이 대원운수 2000번에 통합하여 직행좌석버스 2000번이 대원운수와 공동배차
- 2013년 11월: 대원운수 91-1번이 폐선되면서 9-1번이 신설 (91-1번과 달리 구리역 및 수택동 경유)
- 2015년 12월 19일 : 광역버스 2000번, 2000-1번. 2000-2번이 진벌리차고지에서 광릉내차고지으로 연장
- 2016년 8월 1일 : 경기고속으로부터 광역버스 1000번을 인수
- 2017년 1월 7일 : 광역버스 1000번이 잠실광역환승센터로 기점변경
- 2017년 9월 11일 : 도시형버스 7-5번을 202-1번 번호 변경, 169번이 신설
- 2018년 8월 : 광역버스 2000-2번이 폐선
- 2018년 5월 28일 : 의정부시 가능동차고지 폐쇄로 인하여 명진여객으로부터 21번을 인수하면서 경민대학교에서 회차
- 2018년 7월 15일 : 시내버스 10-5번이 경기운수로 완전히 이관
- 2018년 11월 14일 : 도시형버스 202-1번 운행중지
- 2019년 10월 14일 : 광역버스 2000, 2000-1번이 다시 진벌리로 단축
- 2019년 12월 24일: 시내버스 땡큐70번 신설
- 2020년 3월 30일 : 시내버스 5번에서 전환되어 땡큐60번으로 변경되고 기점, 종점 노선변경
- 2021년 1월 21일 : 경기도 수원시 영통구 매영로269번길에 KD청정피아 지점 설치.
- 2021년 2월 15일 : 시내버스 21번이 경민대학~의정부역 구간 단축 및 의정부역 회차, 추가로 상행시 7군수지원단, 하행시 금오중학교 경유
- 2021년 8월 1일 : 광역버스 2000, 2000-1, 1000번 경기도 공공버스로 편입
- 2021년 12월 27일 : 시내버스 21번이 을지대병원, 금오중학교 구간을 미경유하여 호국로 직통으로 변경
- 2022년 3월 19일 : 시내버스 21번이 진접선 개통에 따라 진접역 경유, 시내버스 5-2번 개통
- 2022년 5윌 30일 : 팔야리 일대의 민원 때문에 7-8번이 기존 노선으로 바뀌자 이를 대체하기 위해 동일한 구간에 5-5번을 신설
- 2022년 8월 22일 : 시내버스 5-5번이 부평2지구를 경유하는 것으로 노선이 변경
- 2022년 8월 29일 : 시내버스 5-2번이 내각리 구간이 정식 구간으로 변경되었고, 오남리로는 더 이상 운행하지 않는다. 또한, 장현 현대병원을 경유
- 2023년 3월 1일 : 땡큐60번 노선 기점이 대경대 앞 주차장까지 연장
- 2023년 7월 1일 : 시내버스 169번 폐선 되고 시내버스 170번 신설
- 2023년 10월 1일 : 광역버스 2000번, 2000-1번이 대도시권광역교통위원회로 이관
- 2023년 11월 1일 : 광역버스 1000번이 대도시권광역교통위원회로 이관
- 2024년 1월 1일 : 9번버스가 경기도형 준공영제인 시내버스 공공관리제를 시행
- 2025년 1월 25일 : 시내버스 9-1번이 폐선

## 현황
2021년 1월 기준이다.
| 운행업체      | 보유 노선수 | 보유 노선수 | 보유 노선수 | 보유 노선수 | 보유 노선수 | 등록 대수 | 등록 대수 | 등록 대수 | 등록 대수 | 등록 대수 |
| ------------- | ----------- | ----------- | ----------- | ----------- | ----------- | --------- | --------- | --------- | --------- | --------- |
| 운행업체      | 노선 합계   | 광역급행    | 직행좌석    | 일반좌석    | 시내일반    | 대수 합계 | 광역급행  | 직행좌석  | 일반좌석  | 시내일반  |
| 경기운수 (KD) | 16          | -           | 4           | -           | 12          | 126       | -         | 24        | -         | 102       |

## 운행 노선

### 도시형버스
진벌리 본사 노선
- ● 5-1번 : 금곡리산업단지 ↔ 진접역 ↔ 휴먼시아17단지 ↔ 풍양중학교·진접고등학교 ↔ 연평리입구 ↔ 새말 ↔ 진관교 ↔ 사릉역 (구 1115-3번 -> 1-5번, 이 노선은 1-5번 폐선으로 인해 개통된 노선)
- ● 5-2번 : 봉영사 ↔ 내각리 ↔ 현대병원 ↔ 연평리입구 ↔ 오남역 (2022년 8월 29일 노선변경)
- ● 5-5번 : 접동마을 ↔ 광릉내농협 ↔ 서희스타힐스 ↔ 진접하우스토리 ↔ 진접역 (2020년 5월 30일부로 노선신설)
- ● 6-1번 : 윗독정리 ↔ 와촌 ↔ 신월리 ↔ 사릉역
- ● 6-2번 : 진접역 ↔ 금곡리 ↔ 진접농협 ↔ 대궐터 ↔ 와촌 ↔ 뒷골 ↔- 윗독정
- ● 9번 : 진벌리차고지 ↔ 경복대학교 ↔ 진접역 ↔ 오남역 ↔ 진건고등학교 ↔ 사릉역 ↔ 진관리 ↔ 도농역 ↔ 새마을금고.구리시장입구 ↔ 검배4거리 ↔ 구리여자고등학교 ↔ 두산아파트 ↔ 구리경찰서 ↔ LG 챔피언스파크 ↔ 워커힐아파트 ↔ 광나루역 ↔ 강변역(B) (전기버스 운행중, 2024년 1월 1일부터 경기도형 준공영제 실시)
- ● 21번 : 금곡2리.경복대학 ↔ 진벌리차고지 ↔  신창아파트.광릉중학교 ↔ 광릉내종점 ↔ 봉선사 ↔ 국립수목원 ↔ 직동리 ↔ 이곡리 ↔ 무림리 ↔ 이동교5리, 축석검문소 ↔ 의정부성모병원 ↔ 홈플러스 ↔ 천보중학교 ↔ 의정부시외버스터미널  ↔ 의정부역, 흥선지하차도 ↔ 구터미널(이하 역순) (이 노선은 의정부시 소재 명진여객에서 이관 받은 노선이다. 전기버스 운행중, 진접역 경유)
- ● 202번 : 진벌리차고지 ↔ 경복대학교 ↔ 진접역 ↔ 오남역 ↔ 진건고등학교 ↔ 사릉역 ↔ 퇴계원역 ↔ 배탈고개 ↔ 교문4거리 ↔ 금란교회 ↔ 망우역 ↔ 상봉역.중랑우체국 ↔ 중랑역 ↔ 시조사삼거리 ↔ 홍릉4거리 ↔ 현대코아
- ● 2000번 : 진벌리차고지 ↔ 진접역 ↔ 오남역 ↔ 진건고등학교 ↔ 사릉공업사 ↔ 뱅이3거리 ↔ 퇴계원 ↔ 퇴계원 나들목 ↔ <수도권제1순환고속도로 경유> ↔ <올림픽대로 경유> ↔ 잠실역 ↔ 잠실새내역 ↔ 종합운동장역 ↔ 삼성역 ↔ 선릉역 ↔ 역삼역 ↔ 강남역9번출구 ↔ 신논현역.우신빌딩 (구 1115-7번, 2013년 5월 1일부터 남양주시 소재 대원운수에서 이관 받은 노선)
- ● 2000-1번 : 진벌리차고지 ↔ 진접역 ↔ 오남역 ↔ 진건고등학교 ↔ 사릉공업사 ↔ 퇴계원 나들목 ↔ <수도권제1순환고속도로 경유> ↔ <올림픽대로 경유> ↔ 잠실역 ↔ 종합운동장역 ↔ 삼성역 ↔ 선릉역 ↔ 역삼역 ↔ 강남역 (2013년 5월 1일부터 남양주시 소재 대원운수에서 이관 받은 노선) <출·퇴근용 노선, 상행시 퇴계원 미경유, 하행시 퇴계원 경유>
- ● 땡큐60번 : 대경대학교 ↔ 광릉테크노밸리 ↔ 경복대학 ↔ 진접역 ↔ 풍양중학교·진접고등학교 ↔ 연평리입구 ↔ 새말 ↔ 진관교 ↔ 사릉역 ↔ 금곡역 ↔ 금곡종점 (구 5번, 2020년 3월 30일 신설)
- ● 땡큐70번 : 진벌마을(일부시간때 경유) ↔ 진벌리차고지 ↔ 경복대학교 ↔ 오남역 ↔ 진건고등학교 ↔ 사릉역 ↔ 배양리 ↔ 금곡종점 (2019년 12월 24일 신설)

호평동 영업소 노선
- ● 10-5번 : 호평동차고지 ↔ 남양주시청 ↔ 양정동4거리 ↔ 구리역 ↔ 동구동주민센터 ↔ 퇴계원 ↔ 청학리 ↔ 덕흥주유소앞 ↔ 불암산역 (이 노선은 광주시 소재 경기고속에서 받은 노선)
- ● 1000번 : 호평동차고지 ↔ 호평지구 ↔ 남양주시청 ↔ <올림픽대로 경유> ↔ 잠실광역환승센터 (이 노선은 광주시 소재 경기고속에서 받은 노선)

사능 영업소 노선
- ● 땡큐11번: 사능차고지 ↔ 사릉역 ↔ 진관리 ↔ 배양리 ↔ 다산역 ↔ 다산지구 ↔ 도농역 ↔ 금강1차 ↔ 수석토성입구 (2025년 3월 1일 대원운수에서 받은 노선이다)

## 폐지 및 타사로 양도된 노선
- ● 1번 : 진벌리차고지 ↔ 광릉내 ↔ 장현 ↔ 내각리 ↔ 퇴계원 ↔ 인창택지지구 ↔ 돌다리 ↔ 교문4거리 ↔ 구리시청 ↔ 광나루역 ↔ 강변역(동서울종합버스터미널) (남양주시 소재 대원운수에 매각, 진접읍 행정복지센터앞 경유)
- ● 1-4번 : 대성리 ↔ 마석 ↔ 평내동 ↔ 금곡동 ↔ 양정동 ↔ 도농역 ↔ 구리역 ↔ 돌다리 ↔ 교문4거리 ↔ 구리시청 ↔ 광나루역 ↔ 천호대교 ↔ 천호역 ↔ 강동역 ↔ 길동 ↔ 상일 나들목 ↔ 풍산동 ↔ 강일리버파크아파트 ↔ 하남종합운동장 ↔ 미사리(구 1119번, 남양주시 소재 대원운수에 매각)
- ● 1-5번 : 진벌리차고지 ↔ 경복대학 ↔ 진접지구 ↔ 오남리 ↔ 사릉(용정리) ↔ 퇴계원역 ↔ 배탈고개 ↔ 교문4거리 ↔ 구리시청 ↔ 광나루역 ↔ 강변역(동서울종합버스터미널)(이 노선은 남양주시 소재 경기여객과 공동배차 운행)(이 노선은 광주시 소재 경기고속에서 이관 받은 노선)(구 1115-3번, 남양주시 소재 경기운수 5-1번 노선으로 배치)
- ● 1-8번 : 양지리차고지 ↔ 오남리 ↔ 사릉 ↔ 뱅이3거리 ↔ 퇴계원 ↔ 배탈고개 ↔ 교문4거리 ↔ 구리시청 ↔ 광나루역 ↔ 강변역(동서울종합버스터미널)(남양주시 소재 대원운수에 매각 후 폐선)
- ● 2번 : 별내신도시 ↔ 현대아이파크후문 ↔ 쌍용예가아파트 ↔ 검문소3거리 ↔ 퇴계원4거리 ↔ 동구릉 ↔ 교문4거리 ↔ 구리시청 ↔ 광나루역 ↔ 강변역(동서울종합버스터미널)(2012년 8월 중순 경 운행 중단, 9월 12일 폐선, 현 별내신도시~강변역 구간은 의정부시 소재 명진여객 1-2번 노선)
- ● 7-5번 : 진벌리차고지 ↔ 경복대학교 ↔ 진접지구 ↔ 오남체육공원 ↔ 사릉 ↔ 퇴계원역 ↔ 신내역 ↔ 신내차량사업소 ↔ 상봉역(상봉시외버스터미널) ↔ 중랑역 ↔ 회기역(경희대학교, 서울시립대학교) ↔ 청량리역(이 노선은 남양주시 소재 선진상운(현.남양주시 소재 경기버스)으로 받은 후 202-1번으로 노선 변경)
- ● 9-1번 : 진벌리차고지 ↔ 경복대학교 ↔ 진접역 ↔ 오남역 ↔ 진건고등학교 ↔ 사릉역 ↔ 진관리 ↔ 양정마을(한국수자원공사 미금가압장) ↔ 남양주시청 제2청사·남양주경찰서 ↔ 도농역 ↔ 구리역(롯데백화점 구리점) ↔ 검배4거리 ↔ 구리여자고등학교 ↔ 두산아파트 ↔ 구리경찰서 ↔ LG 챔피언스 파크 ↔ 워커힐아파트 ↔ 광나루역 ↔ 강변역(동서울종합버스터미널) (2025년 1월 25일부로 폐선)
- ● 9-9번 : 양지리차고지 ↔ 진접택지지구 ↔ 장현 ↔ 오남우회도로 ↔ 사릉 ↔ 양정4거리 ↔ 도농역 ↔ 구리역 ↔ 구리여자고등학교 ↔ 장자대로 ↔ 광나루역 ↔ 강변역(동서울종합버스터미널)(2011년 9월 18일 폐선, 9번에 통합)
- ● 11번 : 소학1리 ↔ 베어스타운 ↔ 내촌 ↔ 광릉내 ↔ 장현 ↔ 내각리 ↔ 퇴계원 ↔ 퇴계원 나들목 ↔ 서울외곽순환고속도로(구리 요금소) ↔ 토평 나들목 ↔ 광나루역 ↔ 강변역(동서울종합버스터미널)(시내버스 11번 형간 전환 후 이 노선은 포천시 소재 선진시내버스에서 양도 받은 노선이었으나 이후 남양주시 소재 선진상운(현.남양주시 소재 경기버스)에 매각)
- ● 23번 : 내촌차고지 ↔ 광릉내 ↔ 장현 ↔ 오남읍 ↔ 사릉 ↔ 금곡동 ↔ 양정동 ↔ 도농역 ↔ 구리역 ↔ 돌다리 ↔ 교문4거리 ↔ 구리시청 ↔ 광나루역 ↔ 천호역 ↔ 길동역 ↔ 상일 나들목 ↔ 풍산지구(구 1-3번, 남양주시 소재 선진상운(현.남양주시 소재 경기버스)에 매각)
- ● 72번 : 양지리차고지 ↔ 연평리 ↔ 금곡리 ↔ 휴먼시아6단지 ↔ 주공휴먼시아(양지리차고지 폐선)
- ● 169번 : 청학리 ↔ 별내지구 ↔ 별내역 ↔ 갈매지구 ↔ 신내교회 ↔ 상봉역(상봉시외버스터미널) ↔ 중랑역 ↔ 회기역(경희대학교, 서울시립대학교) ↔ 청량리역 (2023년 6월 30일부로 폐선)
- ● 170번 : 사능차고지 ↔ 사릉역 ↔ 다산역 (남양주) ↔ 현대프리미엄아울렛, 빙그레 ↔ 구리역 ↔ 교문사거리 ↔ 망우역 ↔ 중랑역 ↔ 삼육서울병원 ↔ 홍릉사거리 ↔ 현대코아 ↔ 청량리역환승센터 (2024년 8월 3일부터 운행이 무기한 중단됐다. 대체노선은 땡큐11번)
- ● 202-1번 : 진벌리차고지 ↔ 경복대학교 ↔ 진접지구 ↔ 오남체육공원 ↔ 진건고등학교 ↔ 사능공업사 ↔ 퇴계원 ↔ 배탈고개 ↔ 교문4거리 ↔ 금란교회 ↔ 망우역 ↔ 상봉역(상봉시외버스터미널) ↔ 중랑역 ↔ 회기역(경희대학교, 서울시립대학교) ↔ 홍릉4거리 ↔ 현대코아(구 7-5번, 신내동 미경유, 2018년 11월 14일부로 운행 중지)
- ● 1001번 : 소학1리 ↔ 베어스타운 ↔ 내촌 ↔ 광릉내 ↔ 장현 ↔ 내각리 ↔ 퇴계원 ↔ 퇴계원 나들목 ↔ 수도권제1순환고속도로(구리 요금소) ↔ 토평 나들목 ↔ 광나루역 ↔ 강변역(동서울종합버스터미널)(이 노선은 포천시 소재 선진시내버스에서 양도 받은 노선이었으나 이후 남양주시 소재 선진상운(현.남양주시 소재 경기버스)에 매각, 현 11번으로 번호 변경 후 운행)
- ● 1115-7번 : 진벌리차고지 ↔ 경복대학 ↔ 진접택지지구 ↔ 오남리 ↔ 사릉 ↔ 뱅이3거리 ↔ 퇴계원 ↔ 퇴계원 나들목 ↔ 수도권제1순환고속도로(구리 요금소) ↔ 토평 나들목, 강변북로, 잠실대교(잠실역 방향)/강일 나들목, 올림픽대로, 강동대교(진벌리 방향) ↔ 잠실역(2013년 3월 남양주시 소재 대원운수 2000번에 통합)(이 노선은 광주시 소재 경기고속에서 이관 받은 노선 후 광릉내차고지 연장)
- ● 1119번 : 대성리 ↔ 마석 ↔ 평내동 ↔ 금곡동 ↔ 도농역 ↔ 구리역 ↔ 돌다리 ↔ 교문4거리 ↔ 구리시청 ↔ 광나루역 ↔ 천호대교 ↔ 천호역 ↔ 강동역 ↔ 길동역(2011년 현재 1-4번에 통합. 하남까지 연장)(이 노선은 광주시 소재 경기고속에서 이관 받은 노선)
- ● 2000-2번 : 오남읍 ↔ 진건고등학교 ↔ 사릉공업사 ↔ 퇴계원 ↔ 퇴계원 나들목 ↔ 수도권제1순환고속도로(구리 요금소) ↔ 토평 나들목 ↔ 강변북로 ↔ 잠실대교 ↔ 잠실광역환승센터<2013년 5월 1일부로 남양주시 소재 대원운수로부터 이관 받은 노선>(출·퇴근용 노선)(광릉내차고지~오남읍 구간은 공차 회송)

## 보유 차종
자일대우버스
- 자일대우 NEW BS090
- 자일대우 NEW BS106
- 자일대우 FXⅡ116 크루징 애로우
- 자일대우 FX116 하모니

현대자동차
- 현대 일렉시티
- 현대 뉴 프리미엄 유니버스 프라임

우진산전
- 우진산전 아폴로 1100

CHTC 킨윈
- CHTC 에픽타운
- CHTC 에픽시티

## 갤러리

남양주시내버스 202번(세진버스 운행 시절 사진)
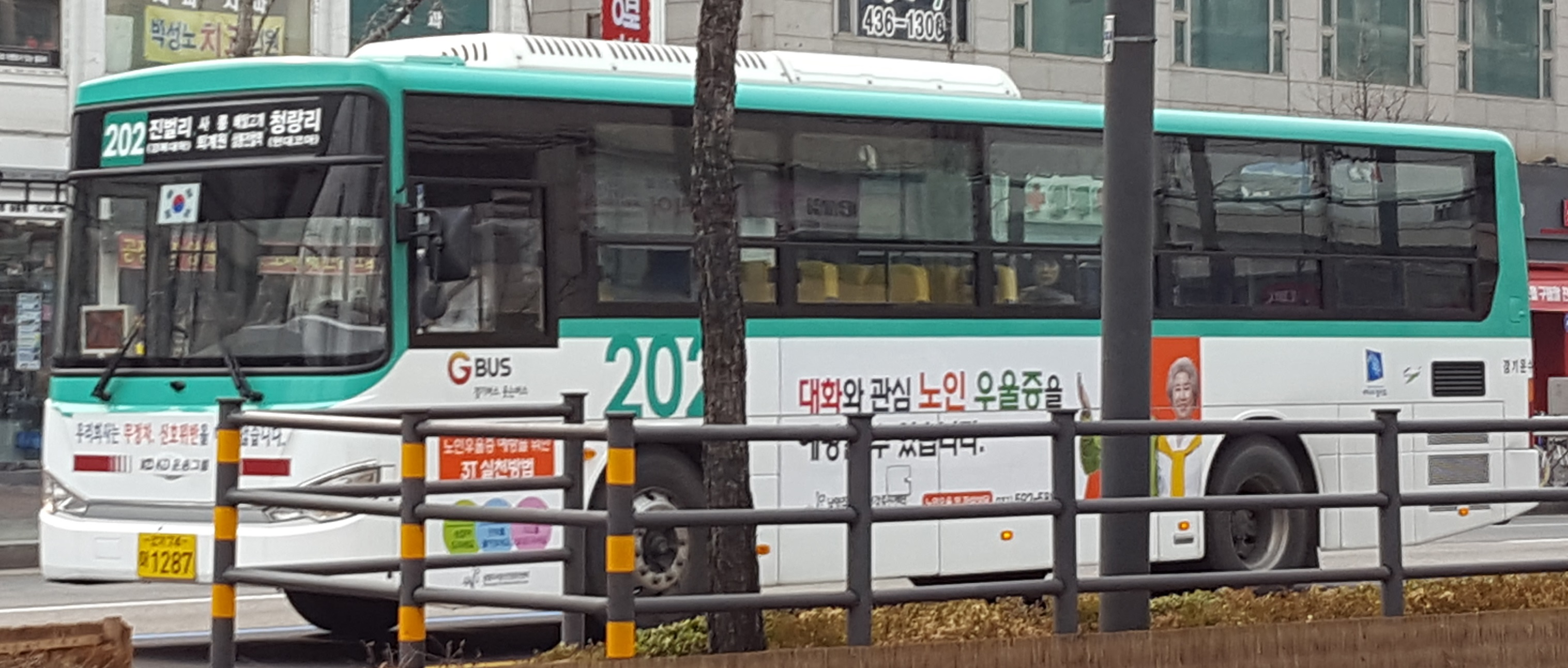
남양주시내버스 202번(현재 모습)
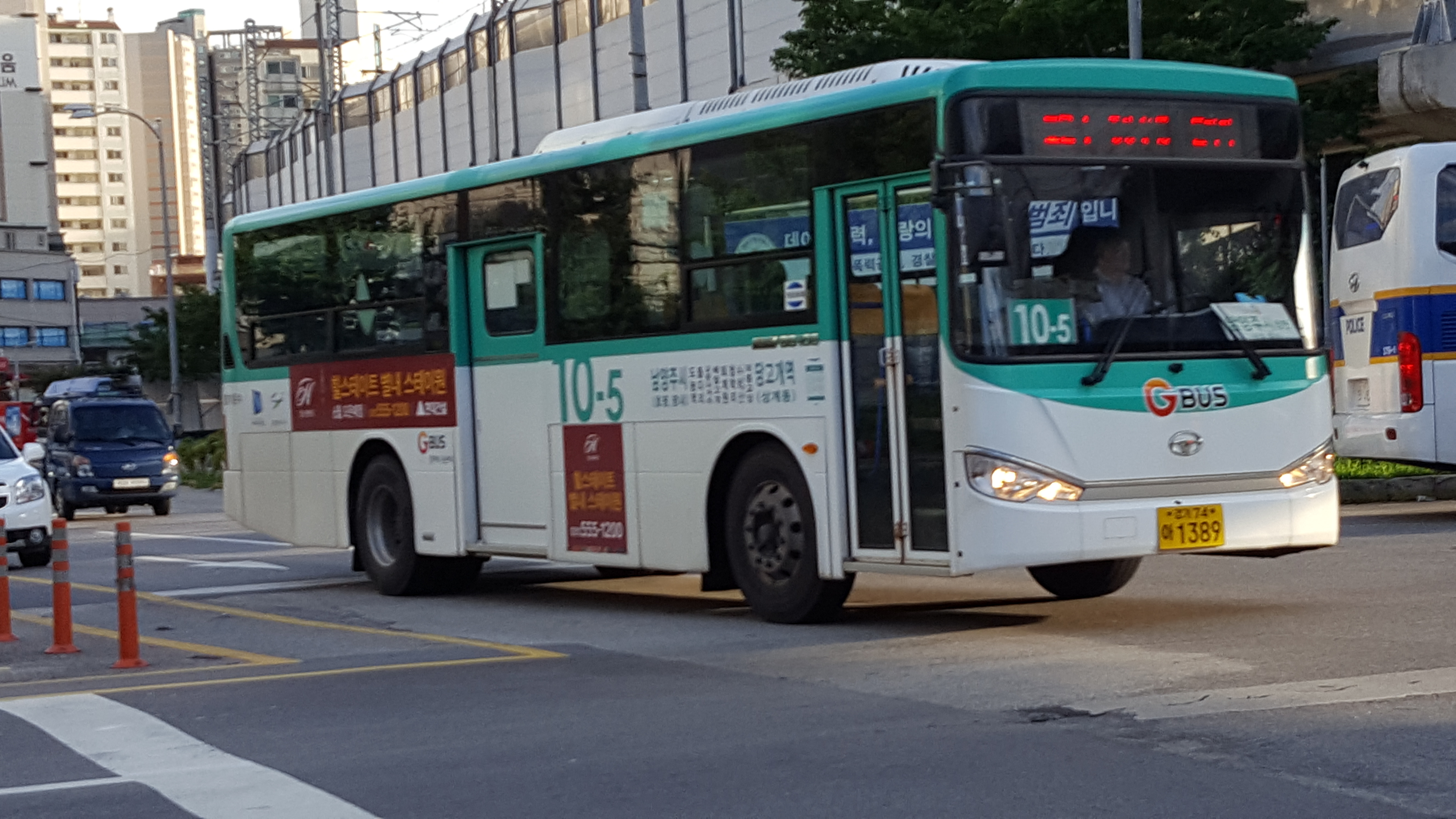
남양주시내버스 10-5번

## 본점 및 지점 현황
- 본점: 경기도 남양주시 진접읍 경복대로 497
- 내촌영업소: 경기도 포천시 내촌면 음고개길 7
- KD청정피아: 경기도 수원시 영통구 매영로269번길 55, 지하1층 일부 (원천동)

## 같이 보기
- KD운송그룹
- 경기버스
- 경기여객
- 대원운수